# Jon-Adrian Velazquez
Jon-Adrian Velazquez (nascido em 11 de novembro de 1975), também conhecido como "JJ" Velazquez, é um ativista da reforma legal e ator americano que foi injustamente condenado pelo assassinato de um policial aposentado em 1998. Ele estava cumprindo uma pena de 25 anos de prisão perpétua na prisão de segurança máxima de Sing-Sing, em Nova Iorque. Seu caso atraiu considerável atenção da mídia dez anos após sua condenação, devido a uma investigação de longo prazo pelo produtor da Dateline NBC Dan Slepian e ao apoio de celebridades do ator Martin Sheen, da atriz Alfre Woodard, do executivo musical Jason Flom, e da empresa de entretenimento Roc Nation.

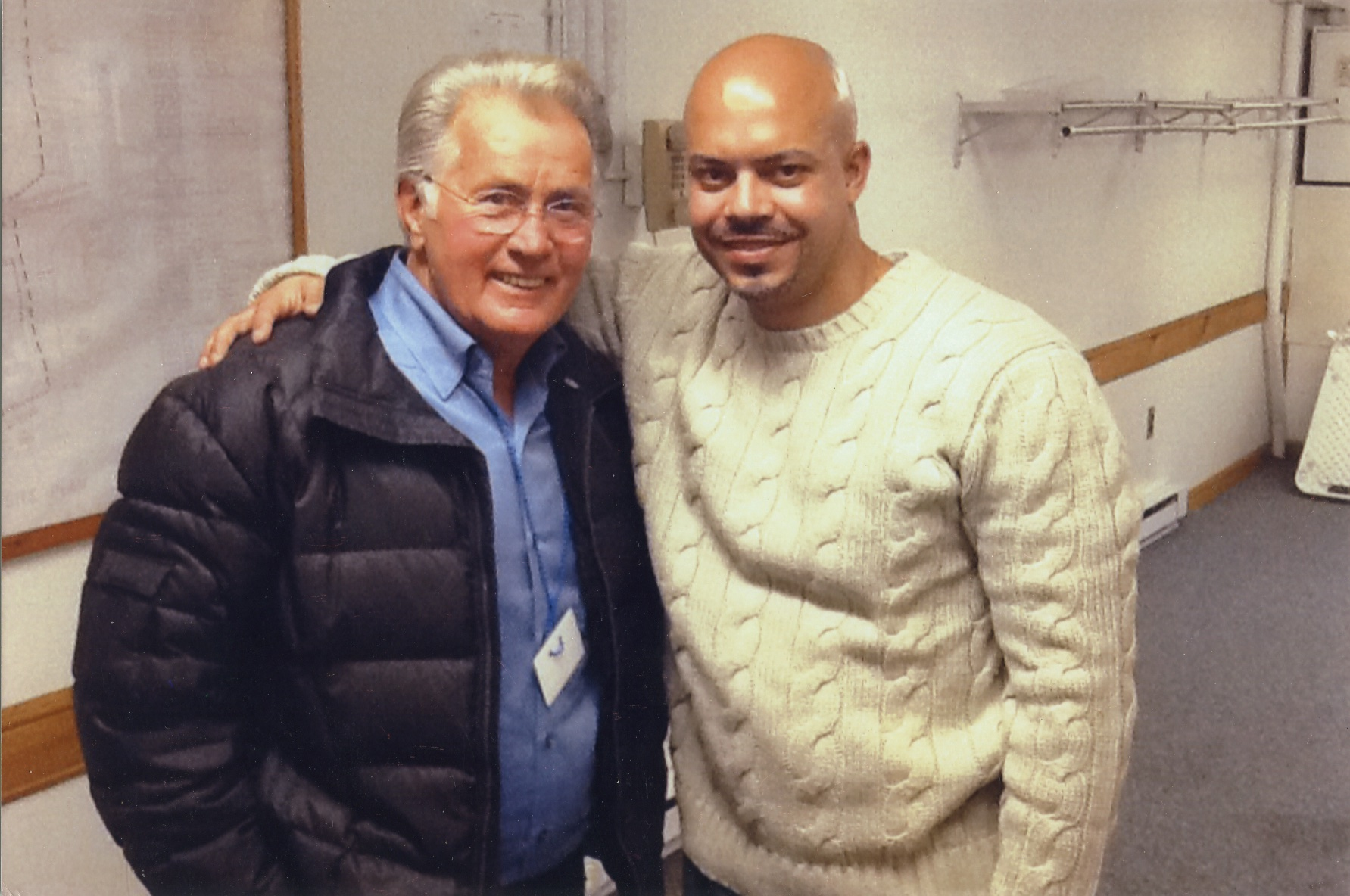
Martin Sheen com Velazquez na Prisão de Sing Sing, 2011

Em 8 de maio de 2022, o The New York Times publicou uma extensa reportagem sobre como Velazquez era o "projeto de um homem inocente" de Slepian dentro da prisão de Sing Sing para ajudar a libertar vários homens inocentes.

## Sing Sing (Filme de 2023)
Velazquez co-estrela com Colman Domingo e Paul Raci no drama de prisão da A24 que acompanha um grupo de homens encarcerados que encontram propósito em atuar em produções teatrais. Apresentando um elenco de atores ex-presidiários, "Sing Sing" se passa na Sing Sing Correctional Facility.

## 'Letters from Sing Sing'
Em 20 de fevereiro de 2023, a NBC News anunciou o lançamento de 'Letters From Sing Sing', um podcast de oito episódios, o primeiro da NBC News Studios, detalhando a busca de Slepian pela verdade durante 20 anos e sua jornada com Velazquez ao longo do caminho.

## O caso
O policial aposentado do NYPD Albert Ward foi assassinado durante uma tentativa de assalto ao seu estabelecimento de jogo ilegal no Harlem, Nova Iorque, em 27 de janeiro de 1998. Ward estava envolvido na administração do estabelecimento na época. Testemunhas inicialmente alegaram que os dois agressores eram negros e que o atirador era um homem negro com tranças. Velazquez é latino e tinha cabelo curto na época.

## Investigação da NBC Dateline
Começando por volta de 2002, Velazquez escreveu cartas ao produtor do Dateline NBC, Dan Slepian, depois de ouvir sobre outro documentário de Slepian que resultou na anulação de outra condenação. Os produtores do Dateline iniciaram uma investigação que durou dez anos, rastreando e entrevistando testemunhas e outros envolvidos no caso.
Velazquez alega que estava falando ao telefone com sua mãe no momento do assassinato, uma alegação que é apoiada por registros telefônicos que mostram uma ligação entre a residência de Velazquez e sua mãe. A promotoria alegou que era sua namorada no telefone no momento. Uma testemunha que testemunhou no tribunal identificou incorretamente um jurado em vez de Velazquez quando solicitada a apontar o perpetrador. Outras testemunhas eram um viciado em heroína e um traficante de drogas. Velazquez foi identificado erroneamente no caso ao apresentar a uma das testemunhas centenas de imagens de pessoas previamente condenadas por crimes não relacionados.
A transmissão sobre o caso de Velazquez foi ao ar nacionalmente pela NBC em 12 de fevereiro de 2012 e foi indicada a três prêmios Emmy.
A transmissão desencadeou uma revisão do caso de Velazquez pela Unidade de Integridade de Condenações do Promotor Público de Manhattan. Em 5 de abril de 2013, a unidade decidiu manter a condenação. Em resposta à relutância do promotor em prosseguir com sua tentativa de inocência, em 2 de maio de 2013, seu conselho jurídico apresentou oficialmente uma moção 440 ao tribunal da Cidade de Nova Iorque.
Em 5 de dezembro de 2014, a moção 440 de Velazquez — seu pedido de audiência — foi negada, mas ele recorreu.
Em 27 de junho de 2017, Velazquez mais uma vez entrou com uma moção 440 devido a documentos recém-descobertos que nunca foram fornecidos pelo gabinete do promotor público para sua defesa original. Este "Brady Material" foi a base para sua nova moção e, ainda em novembro de 2017, ainda mais documentos não divulgados pertinentes à sua defesa foram descobertos.

## Exoneração

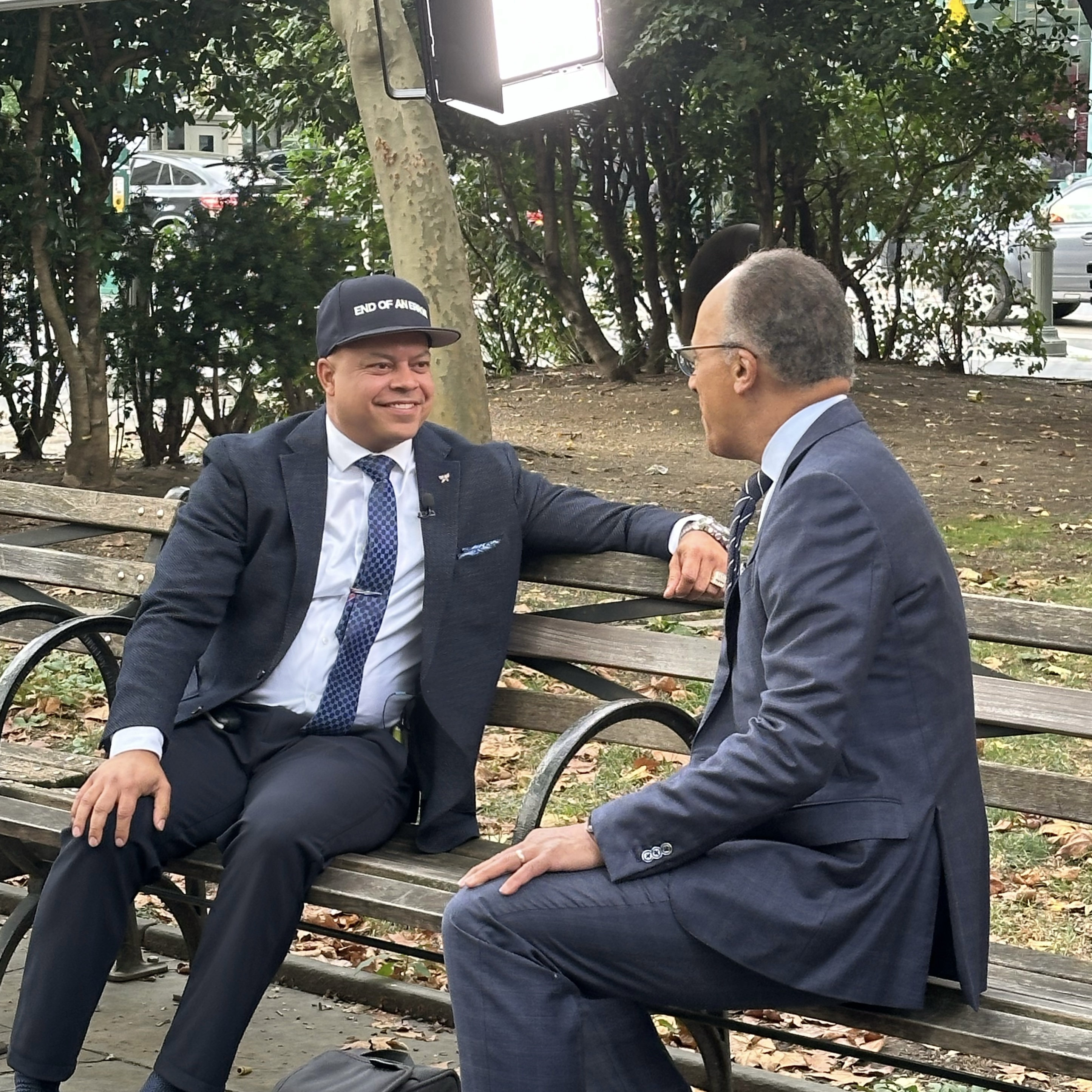
Velazquez entrevistado por Lester Holt após ser exonerado

Em 30 de setembro de 2024, Velazquez foi exonerado pelo promotor de Manhattan Alvin Bragg. O Escritório juntou-se ao pedido de Velazquez para anular a condenação e moveu para rejeitar a acusação no interesse da justiça com base em evidências de DNA recém-descobertas. A moção foi concedida pelo Juiz Abraham Clott.

## Clemência executiva
Em 17 de agosto de 2021, Velazquez recebeu clemência do governador de Nova Iorque, Andrew Cuomo. A equipe jurídica e a família de Velazquez emitiram a seguinte declaração. "Estamos exultantes que JJ Velazquez, um homem que passou mais de duas décadas na prisão por um crime que não cometeu, finalmente irá para casa. E, claro, somos profundamente gratos ao governador Cuomo por este exercício esclarecido de seus poderes executivos de clemência."
Em 9 de setembro de 2021, após 23 anos, 8 meses e 7 dias de prisão, Velazquez foi libertado da unidade correcional de Sing Sing."

## Desculpas presidenciais
Em 18 de outubro de 2022, o presidente Joe Biden sentou-se com Velazquez para discutir a reforma jurídica criminal em parte do fórum presidencial do NowThis. O presidente Biden pediu desculpas a Velazquez em "nome de toda a sociedade" por sua condenação injusta.

## "Voices From Within"
Em 2013, Velazquez liderou a formação de "Voices From Within", uma iniciativa abrangente de educação multimídia que aborda a epidemia de crime e encarceramento diretamente por meio das vozes de indivíduos encarcerados que vivem com as consequências de suas escolhas e das vítimas deixadas em seu rastro enquanto estavam dentro de Sing Sing.
"Voices From Within" é operado sob uma licença de domínio público atualmente usada por políticos como uma ferramenta para abordar questões de violência armada na Cidade de Nova Iorque. O sucesso do programa levou Velazquez a criar uma série de workshops chamados CHOICES (Choosing Healthier Options In Confronting Every Situation) sobre a criação de comunidades saudáveis por meio de tomada de decisão saudável. Esses workshops capacitam jovens impactados pelo crime e encarceramento a perceber a importância de fazer melhores escolhas de vida. Em 2014, Velazquez foi curador do primeiro TEDx Event realizado dentro de uma prisão do Estado de Nova Iorque.